# Kanarische Lavamaus
Die Kanarische Lavamaus (Malpaisomys insularis) ist die einzige Art der ausgestorbenen Gattung Malpaisomys aus der Unterfamilie der Altweltmäuse (Murinae) innerhalb der Familie der Langschwanzmäuse (Muridae).
Kanarische Lavamäuse erreichten eine Kopfrumpflänge von rund 11 Zentimetern und eine Schwanzlänge von 10,5 Zentimetern. Ihr Gewicht wird auf rund 40 Gramm geschätzt. Die Vorder- und Hinterfüße waren relativ lang und an eine in den Felsregionen kletternde Lebensweise angepasst. Fossile Überreste dieser Art wurden auf den Kanarischen Inseln Fuerteventura, Lanzarote und Graciosa gefunden.
Knochenfunde deuten an, dass die Kanarischen Lavamäuse bis vor rund 2000 Jahren sehr häufig waren, mit der Besiedlung ihrer Heimatinseln durch die Menschen und die Einschleppung der Hausmaus (Mus musculus) setzte der Niedergang der Populationen ein. Eine 800 Jahre alte Fundstelle beherbergte noch Knochen dieser Tiere, kurz darauf sind sie vermutlich ausgestorben.